# Tomás Rodríguez
Tomás Abdiel Rodríguez Mena (ur. 9 marca 1999 w mieście Panama) – panamski piłkarz występujący na pozycji napastnika lub skrzydłowego, reprezentant Panamy, od 2024 roku zawodnik wenezuelskiego Monagas.